# Marlene Zimmer
Marlene Annalies Dietlinde Zimmer (* 15. März 1987 in Wiesbaden) ist eine deutsche Schauspielerin.

## Leben
Ausgebildet wurde sie von 2007 bis 2010 an der Wiesbadener Schule für Schauspiel. Erste Fernsehrollen spielte sie 2009 in Ein Fall für zwei und 2012 in Die Fallers. Außerdem war sie mit Ray Cokes in dem Spot Famously Unpronounceable  für Boehringer Ingelheim, sowie mit Thomas Arnold in dem Kurzfilm Neon schwarz zu sehen.
Ihr erstes Theaterengagement hatte sie 2011 an den Mainzer Kammerspielen in der Rolle der Katja Stuurman in Das Interview. In der Spielzeit 2012/2013 gastierte sie am Schauspiel Frankfurt in Günter Krämers Inszenierung von Faust. Der Tragödie zweiter Teil.
Marlene Zimmer ist die Tochter des ZDF-Journalisten und Buchautors Dieter Zimmer.

## Theaterrollen
- „Das Interview“ (Holmann/Theo van Gogh), Mainzer Kammerspiele, Regie: Tom Peifer
- „Nike“ (Thea Dorn), Frankfurter Autoren Theater, Regie: Andreas Walter-Schroth
- „Faust. Der Tragödie zweiter Teil“ (Goethe), Schauspiel Frankfurt, Regie: Günter Krämer
- „Die Zofen“ (Jean Genet), Landungsbrücken Frankfurt, Regie: Linus König
- „Jesus d'amour. Gest./auferst.“; Theater Willy Praml; Regie: Willy Praml
- "Wer hat Angst vor Virginia Woolf? (Edward Albee) Landungsbrücken Frankfurt; Regie: Linus König
- „Heine wacht auf... Stationen eines Traumas“ (Heinrich Heine); Theater Willy Praml; Regie: Willy Praml
- „Szenen eines Kulturvolkes“; Ensemble 9. November; Regie: Helen Körte